# Aşağıoyumca
Aşağıoyumca ist ein Dorf (Köy) im Landkreis Mazgirt der türkischen Provinz Tunceli. Im Jahr 2011 lebten in Aşağıoyumca 14 Menschen.